# خرگوش چینی
خرگوش چینی (نام علمی: Lepus sinensis) نام یک گونه از سرده خرگوش‌ها است.